# Paddabranka
Paddabranka (biał. Паддабранка; ros. Поддобрянка, Poddobrianka) – osiedle na Białorusi, w obwodzie homelskim, w rejonie homelskim, w sielsowiecie Markawiczy, nad Niamylnią, która stanowi tu granicę z Ukrainą.
Znajduje się tu przejście graniczne na drodze lokalnej. Miejscowością położoną po ukraińskiej stronie granicy jest Dobrianka.

## Historia
Słoboda Poddobrianka powstała w 1809. Należała do dóbr księcia Paszkiewicza. W XIX w. zamieszkana była wyłącznie przez Żydów. W 1887 znajdowało się tu 19 sklepów, dwa żydowskie drewniane domy modlitwy, garbarnia i 2 krupiarnie.
W XIX i w początkach XX w. położona była w Rosji, w guberni mohylewskiej, w powiecie homelskim. Następnie w granicach Związku Sowieckiego. Od 1991 w niepodległej Białorusi.